# Chiesa del Sacro Cuore di Gesù (Monaco di Baviera)
La chiesa del Sacro Cuore di Gesù (in tedesco: Herz-Jesu-Kirche) è un luogo di culto cattolico di Monaco di Baviera, situato nel quartiere di Neuhausen.

## Storia
La chiesa attuale sorge in luogo di una precedente: costruita nel 1890, era dedicata in origine all'Assunta, poi, dal 1963, al Sacro Cuore di Gesù. L'antica chiesa, in stile neoromanico, era stata quasi completamente distrutta nel 1944 durante il bombardamento alleato di Monaco e tra il 1948 e il 1951 era stata restaurata sotto la direzione dell'architetto Friedrich Ferdinand Haindl.
Seconda chiesa di Monaco per grandezza, fu completamente distrutta il 26 novembre 1994 da un furioso incendio. La nuova chiesa fu costruita tra il 1997 e il 2000 dallo studio Allmann Sattler Wappner ed è stata consacrata il 26 novembre 2000 dal cardinale arcivescovo di Monaco e Frisinga Friedrich Wetter. Nel 2004, invece, sono stati inaugurati e benedetti l'organo a canne e gli affreschi.
L'edificio è presto diventato una della più frequentate chiese di Monaco di Baviera.

## Descrizione

### Architettura
La chiesa, esternamente, si presenta come un prisma retto di 16 metri di altezza, 21 di larghezza e 48 di lunghezza. Le quattro facciate sono completamente ricoperte da lastre di vetro semi-opaco blu connesse fra di loro con un'intelaiatura in acciaio.
Tutta la facciata principale si può aprire come una gigantesca porta di vetro, cosa che succede durante i giorni festivi più importanti. Su di essa è presente una singolare opera dell'artista Alexander Beleschenko, il quale tramite molteplici figure cuneiformi su 436 pannelli in vetro ha rappresentato un'iscrizione della Passione di Gesù tratta dal Vangelo secondo Giovanni.
Fra l'aula interna della chiesa e il perimetro esterno vi è un corridoio. Mentre la controfacciata è dipinta di nero e la parete fondale è completamente costituita da lastre di vetro, le due pareti laterali sono formati da più di 2000 stecche in legno chiaro che, a seconda della posizione del sole, creano effetti di chiaroscuro all'interno della chiesa. Il controsoffitto, in vetro opaco, sembra galleggiare nell'aria ed è collegato al soffitto da funi in acciaio non visibili dal basso.
Il presbiterio si trova in fondo all'aula liturgica, in posizione sopraelevata. Al centro di esso vi è l'altare, costituito da un blocco unico di marmo bianco senza decorazioni. Dietro di esso, la sede presidenziale in legno chiaro. Ai due angoli, il tabernacolo e il crocifisso. L'ambone è anch'esso in marmo bianco. Al centro dell'aula, si trovano invece il fonte battesimale e il supporto per il cero pasquale costituito da un intreccio geometrico di sottili tubi d'acciaio.
All'interno dei due corridoi laterali, disposte lungo la parete vitrea, vi sono le quattordici stazioni della Via Crucis.

### Organo a canne
La controfacciata dell'aula liturgica accoglie l'ampia cantoria, sorretta da due robuste colonne semicircolari prive di decorazioni; sopra di essa trovano luogo il coro e l'organo a canne. Quest'ultimo fu costruito dall'organaro tedesco Gerald Woehl ed inaugurato nel 2004. La cassa all'interno della quale è contenuto è completamente celata dalla singolare facciata cubica composta da canne del registro di principale di dimensioni. Lo strumento dispone di 60 registri.

## Galleria d'immagini

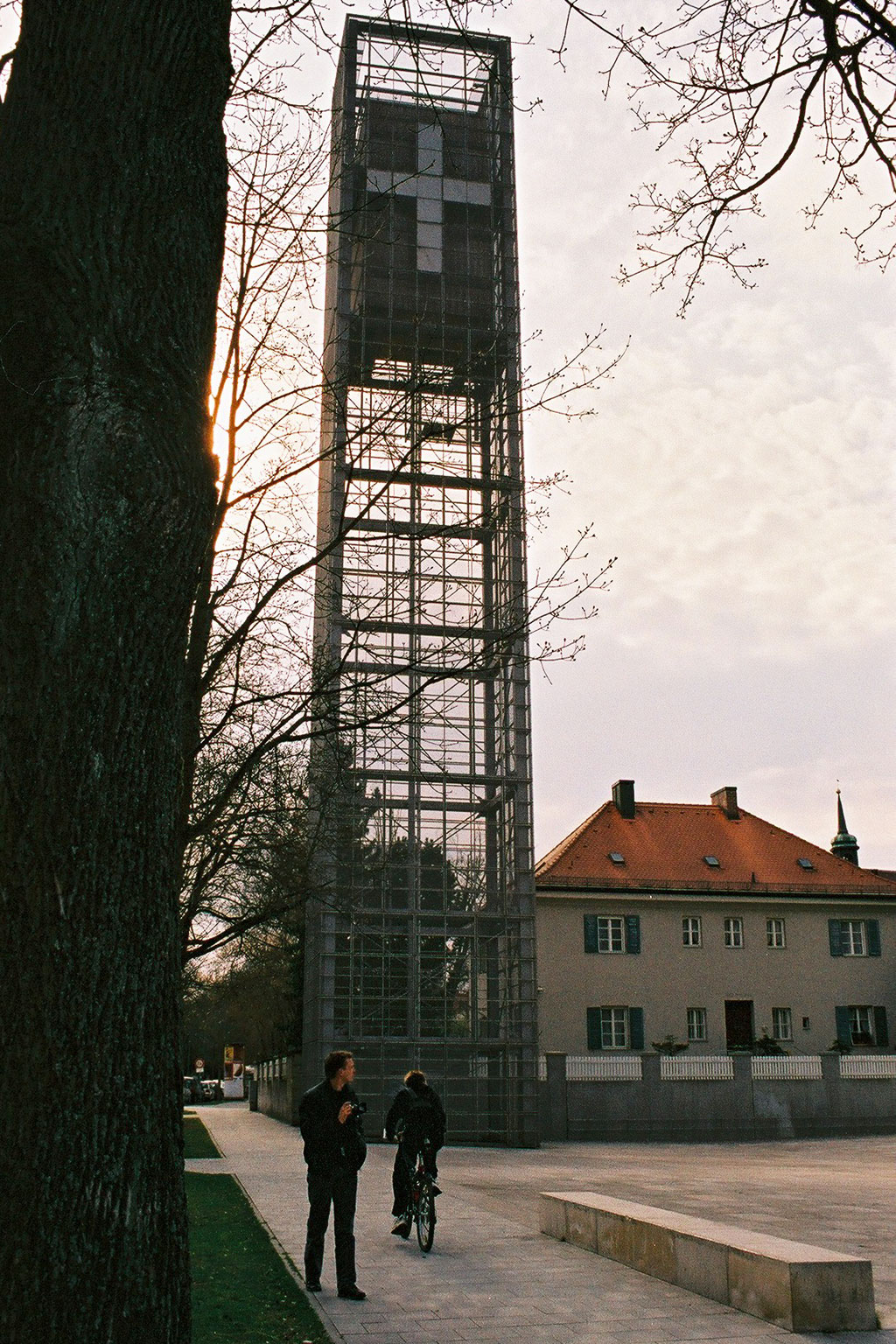
Campanile
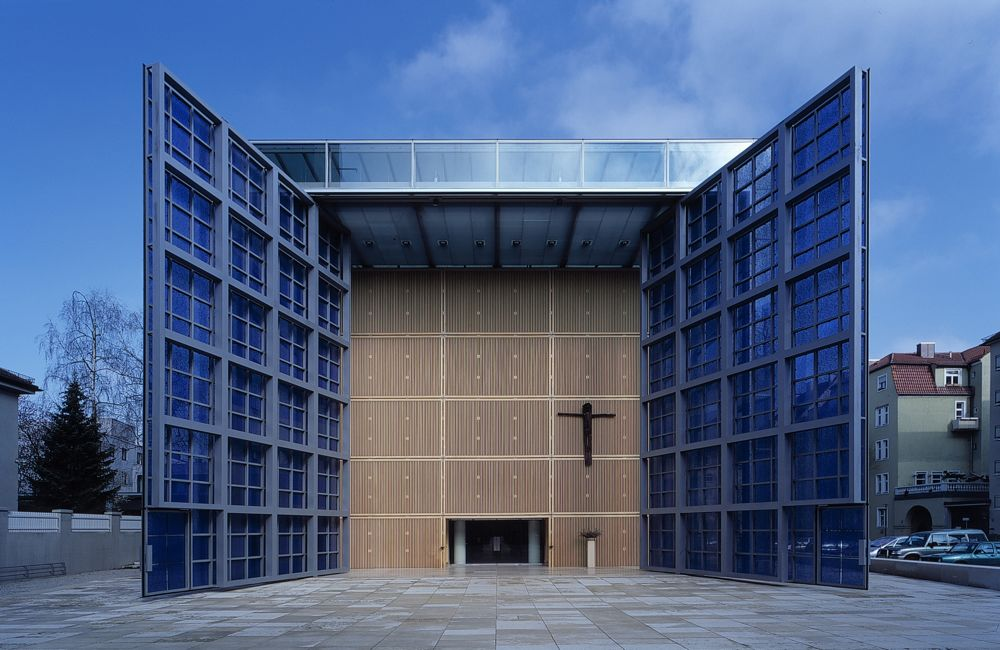
La facciata aperta
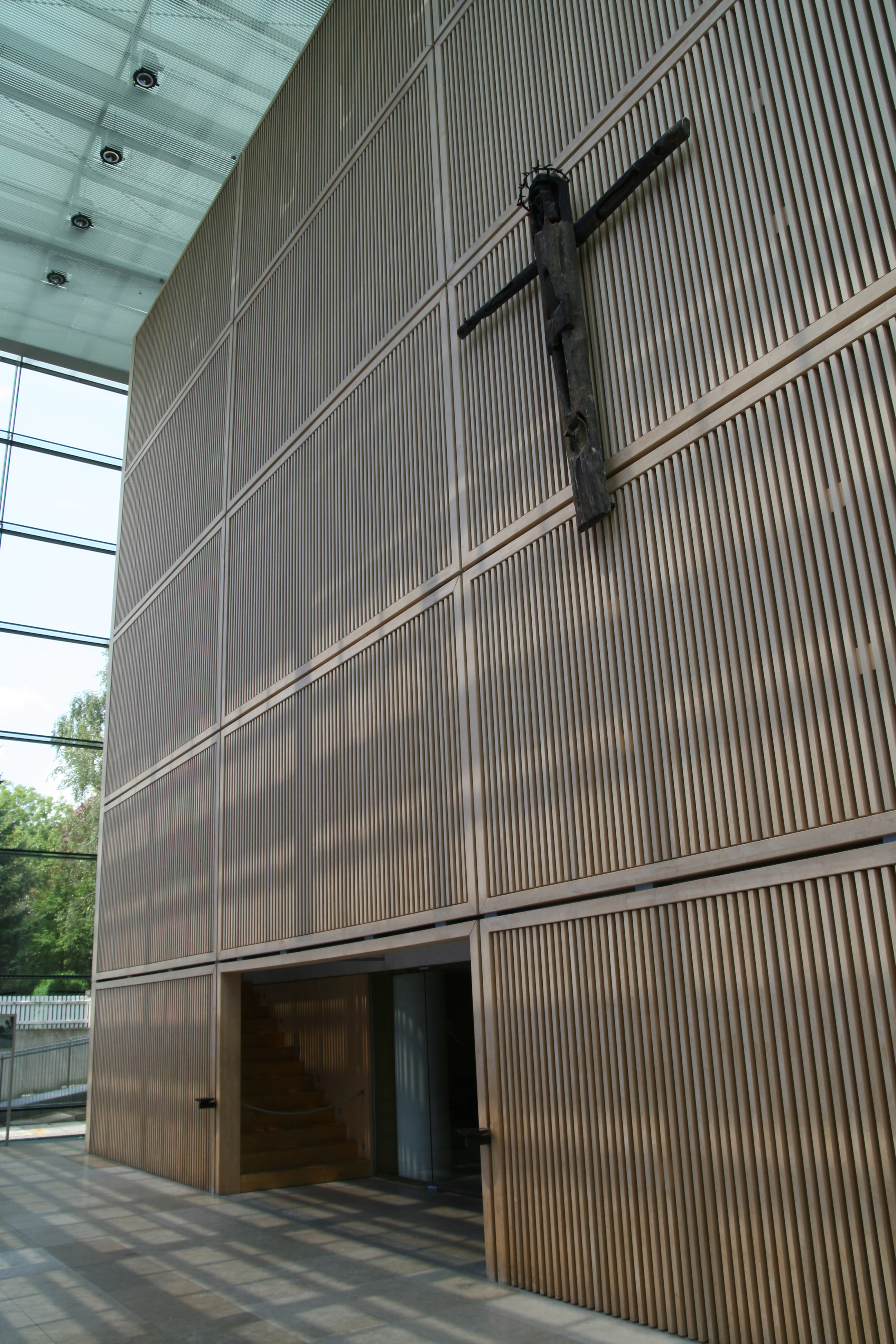
Zona d'ingresso
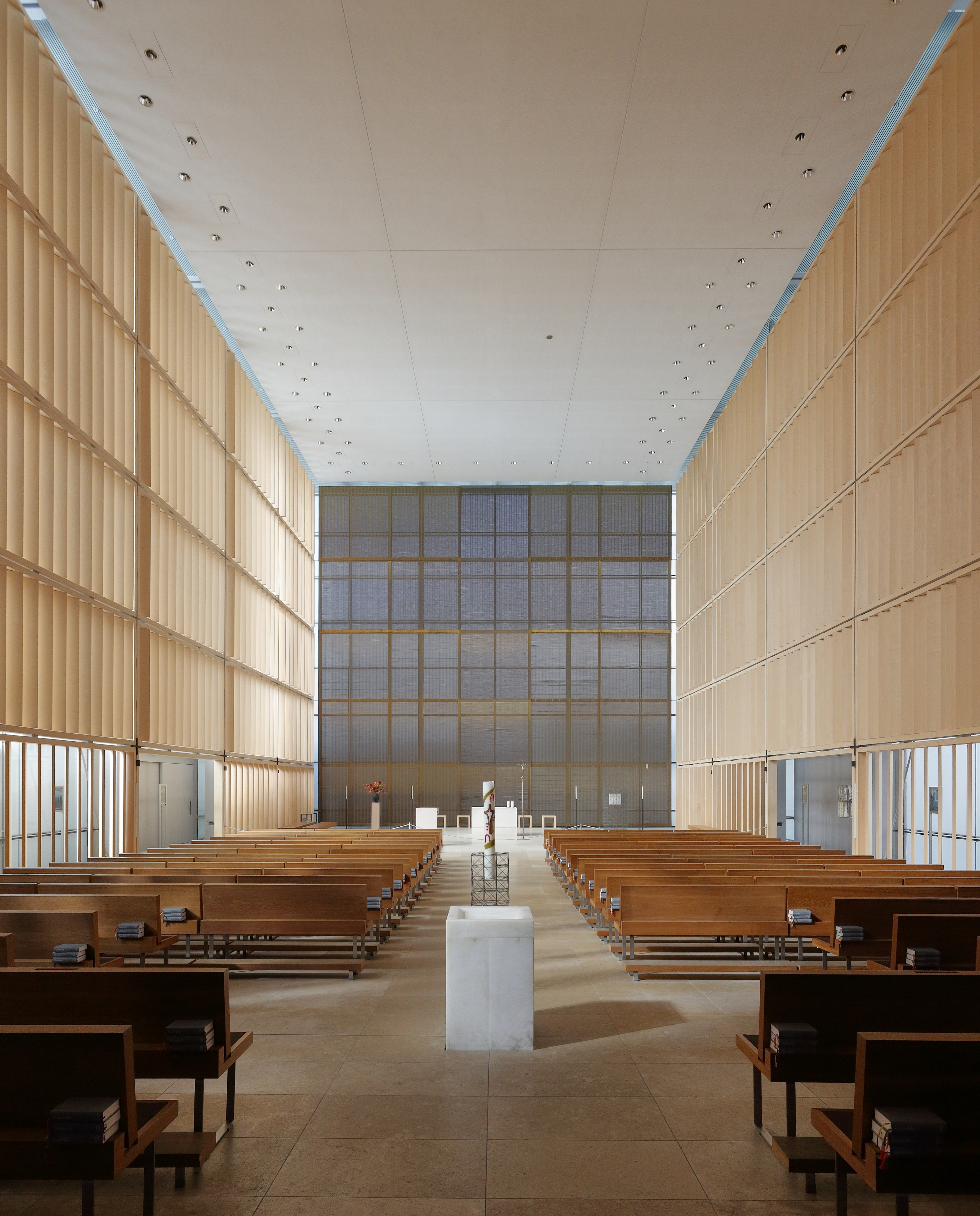
L'interno
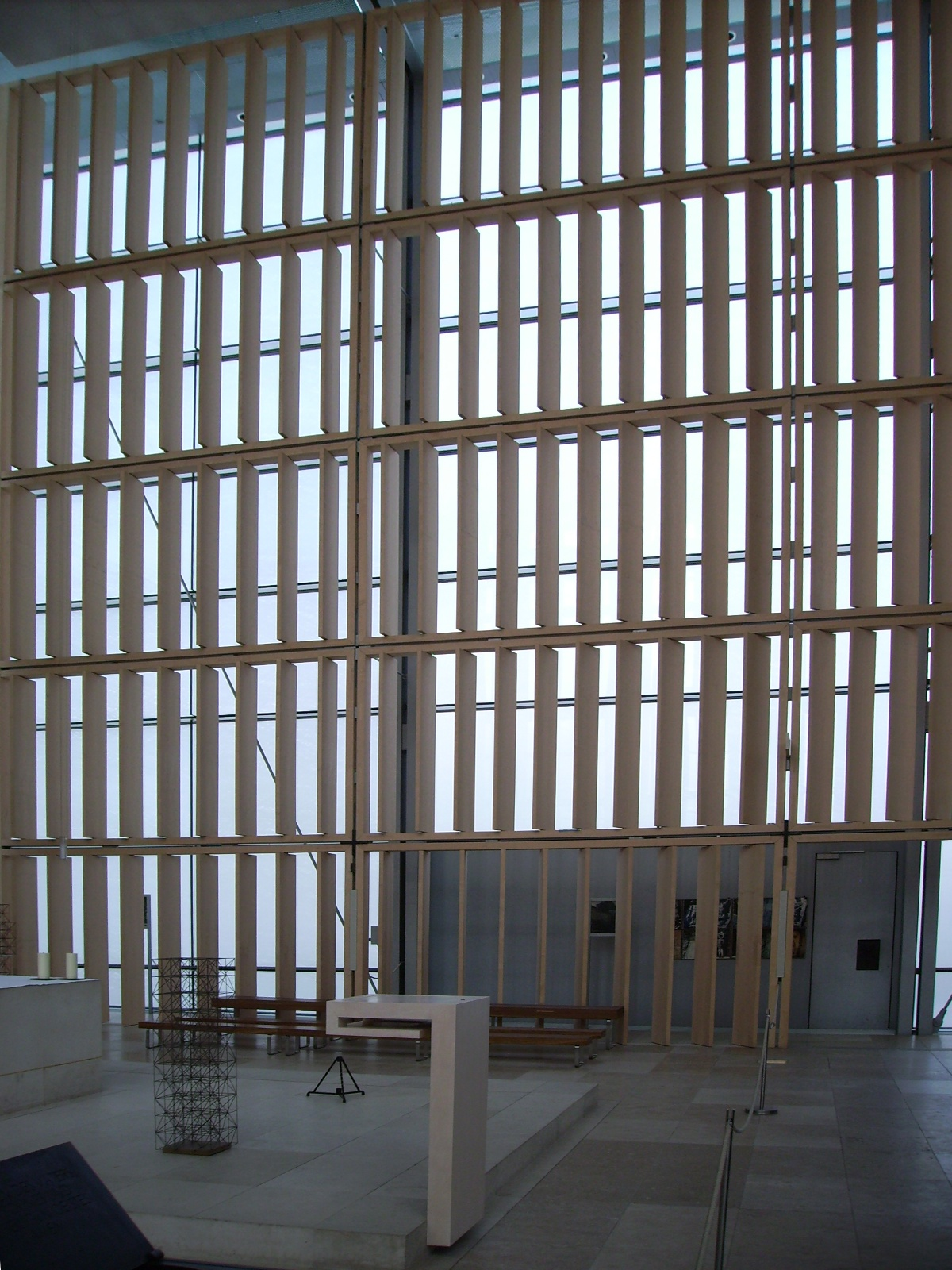
Presbiterio
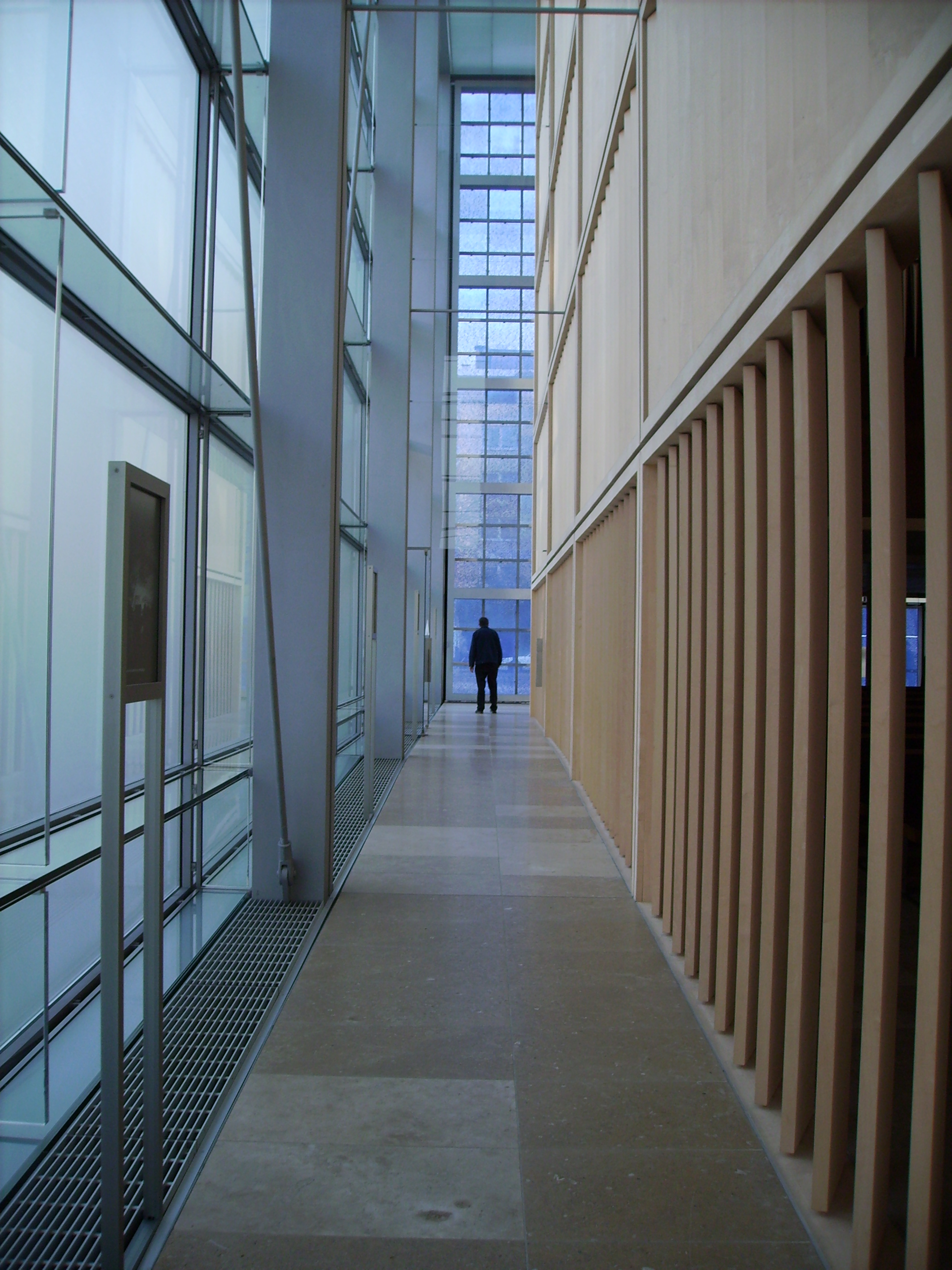
Via Crucis
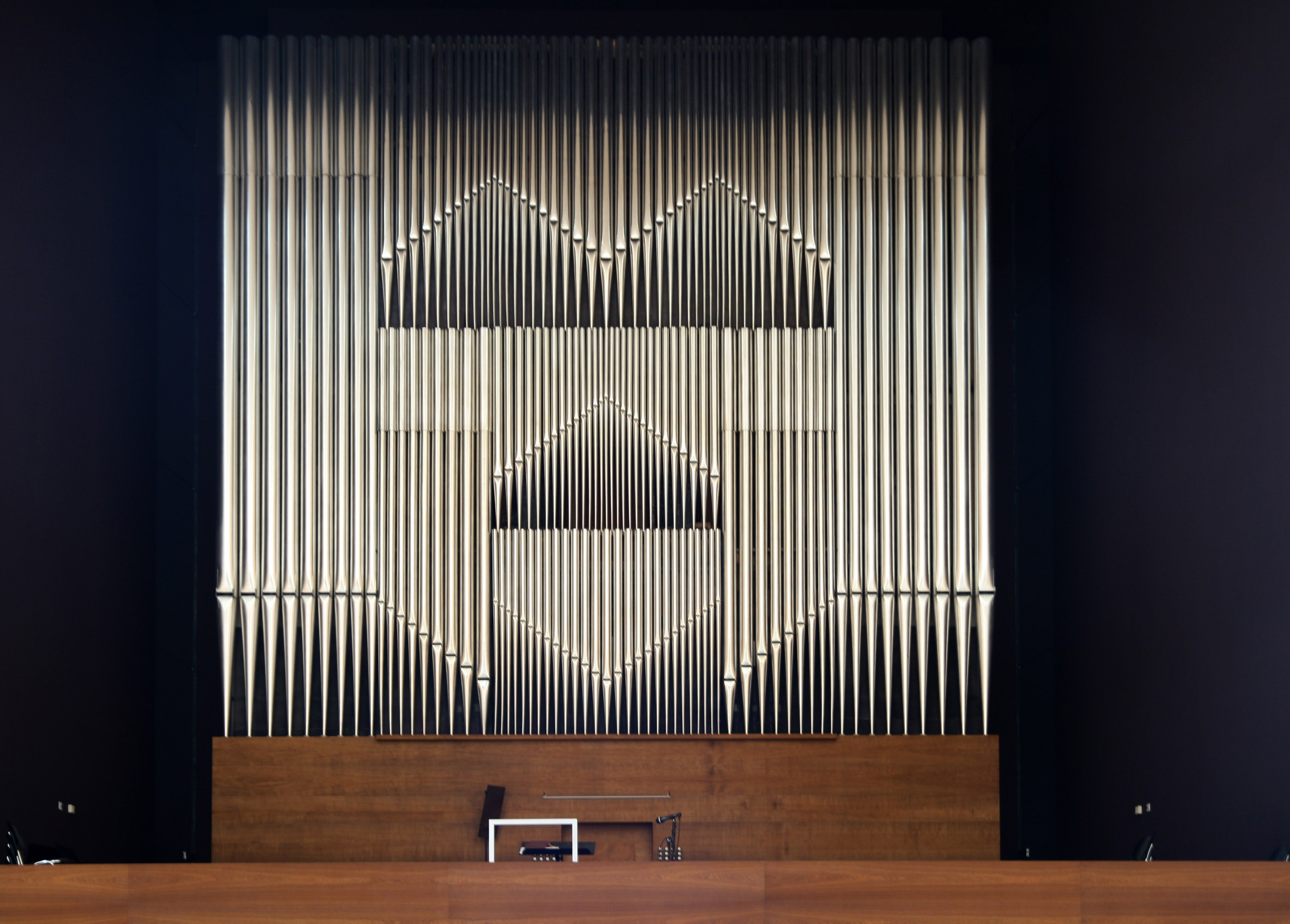
Organo
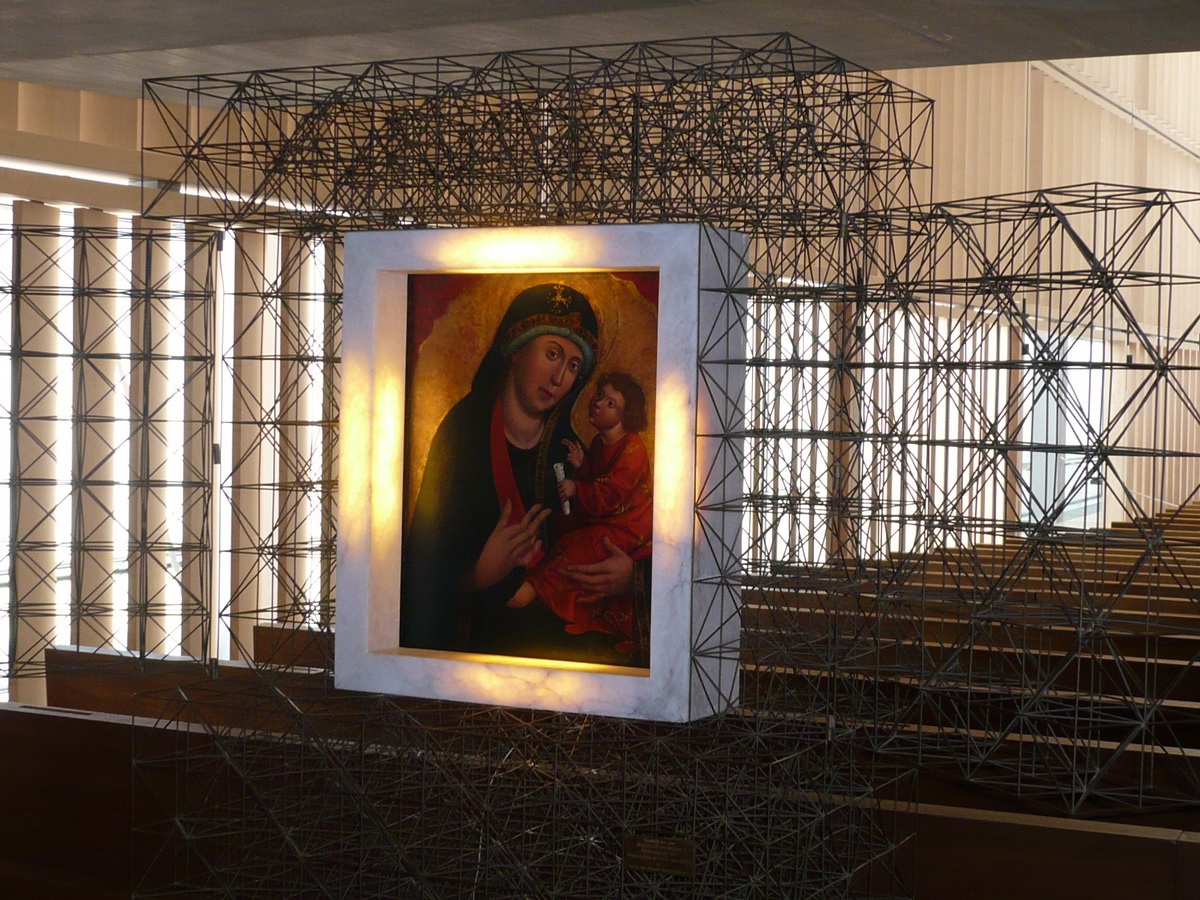
Immagine della Vergine
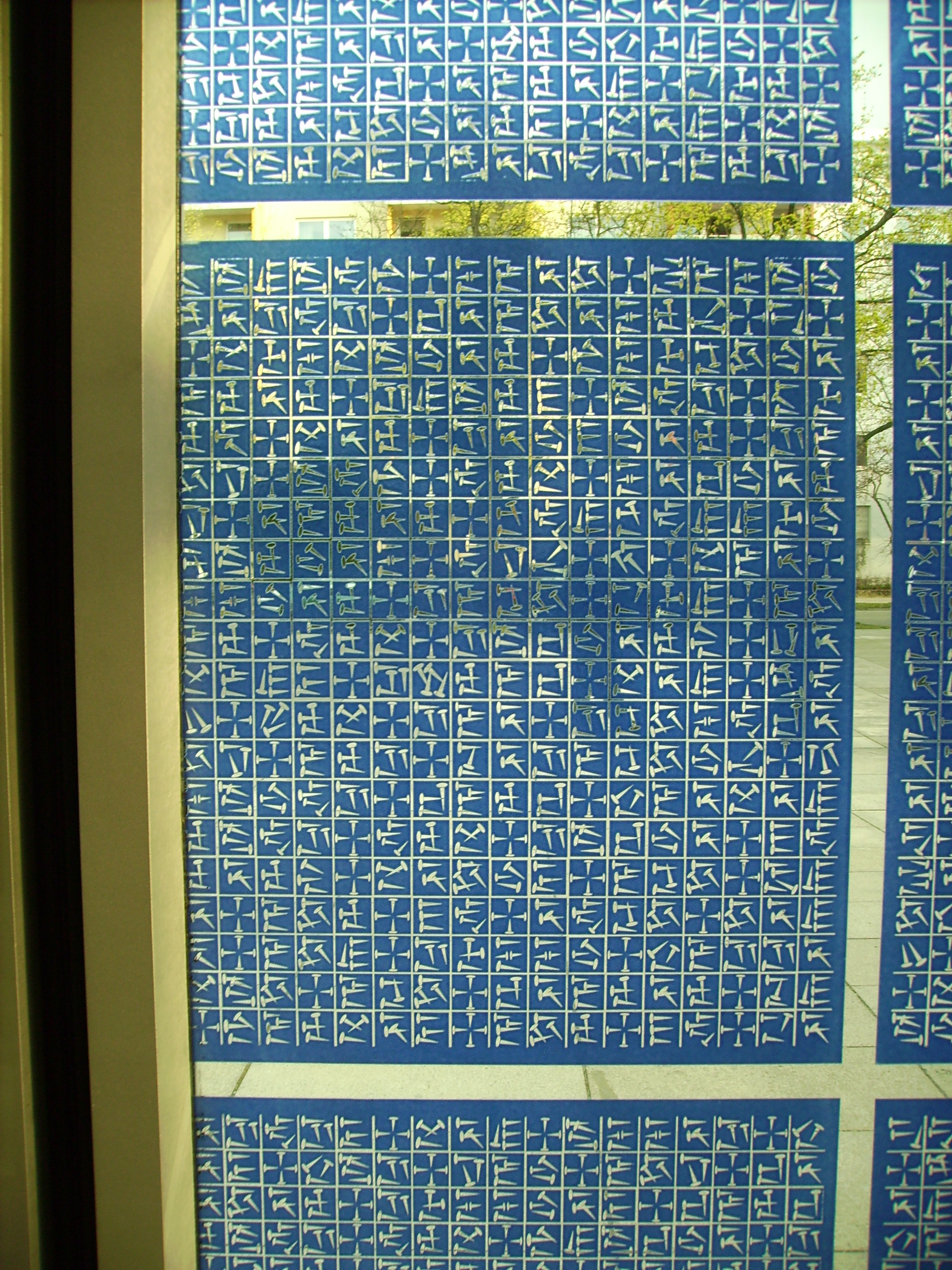
Particolare della vetrata con l'iscrizione in carattere cuneiforme
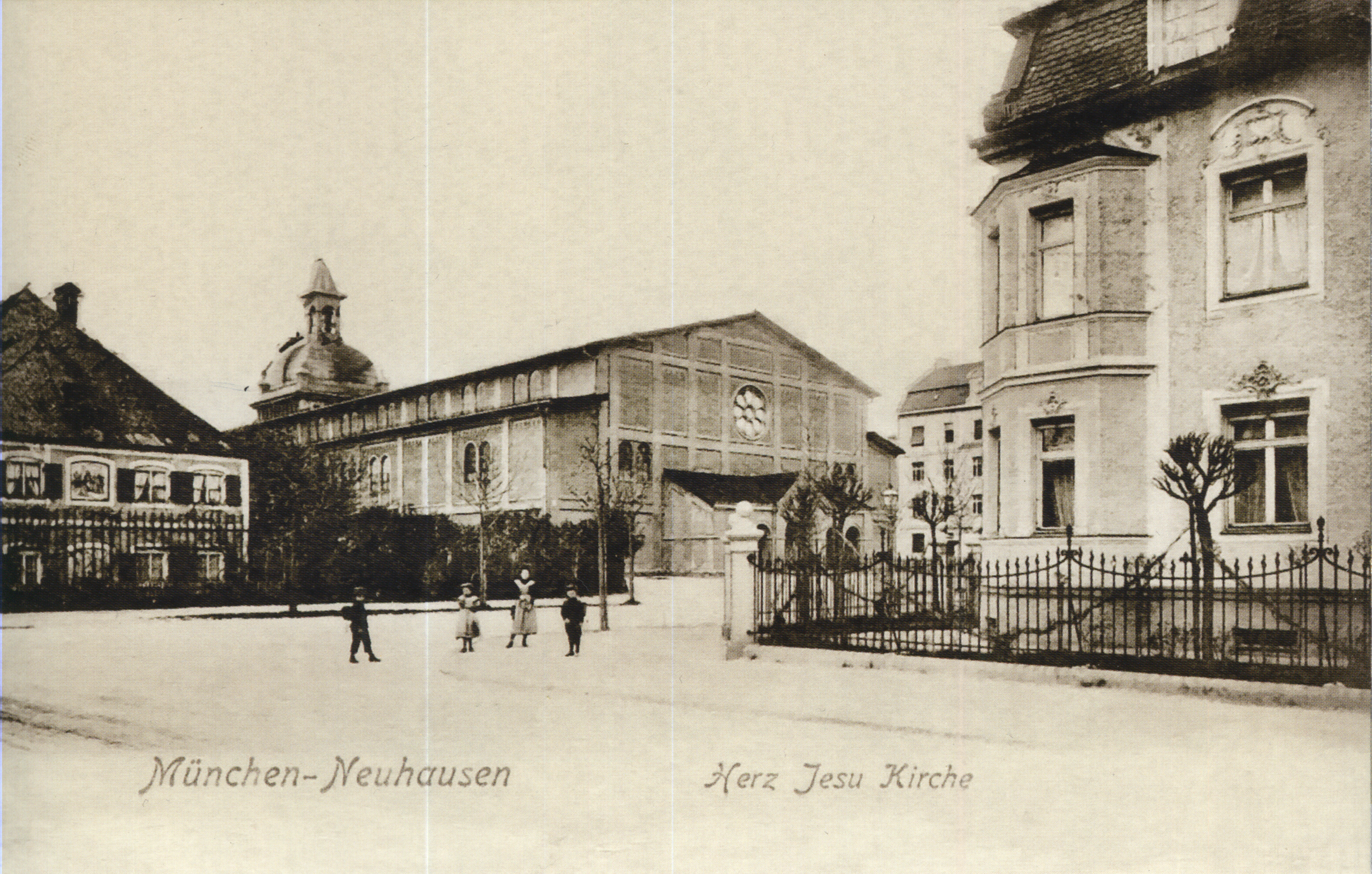
La vecchia chiesa attorno al 1914
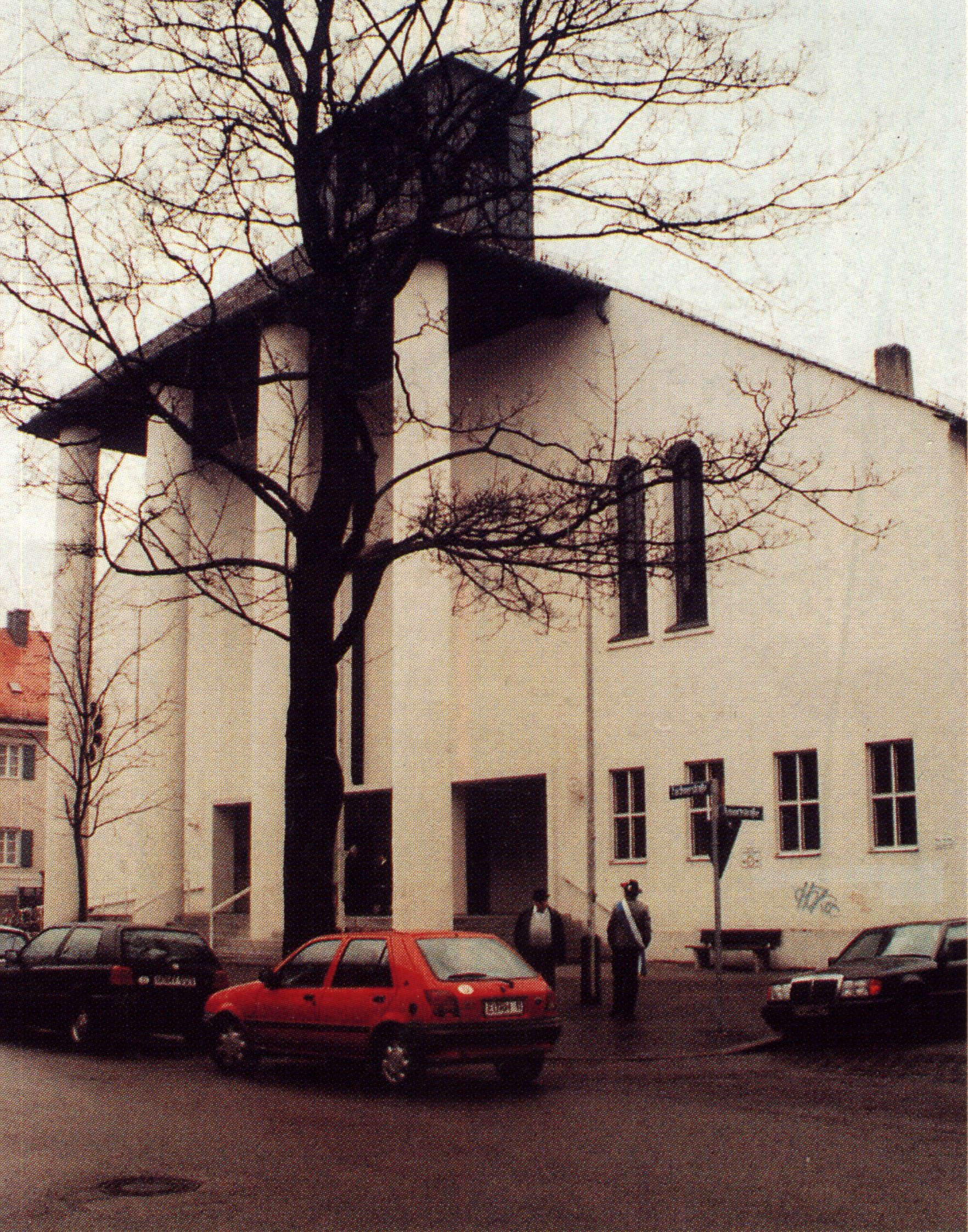
La chiesa prima dell'incendio del 1994